# Пересмішниця (Marvel Comics)
Пересмішниця (англ. Mockingbird), вона ж Барбара «Боббі» Морс (англ. Barbara «Bobbi» Morse), також відома як Мисливиця (англ. Huntress) — супергероїня з коміксів американського видавництва Marvel Comics. Напарниця і дружина Соколиного ока, член Месників, агент Щ.И.Т.а.

## Історія публікацій
Пересмішниця вперше з'являється в історії про Ка-Зорі Astonishing Tales № 6 (червень 1971 року), написаної Джеррі Конвеєм і намальованою Баррі Смітом.
У наступних публікаціях, у тому числі створених Роєм Томасом, Леном Вейном, Нілом Адамсом, Майком Фрідріхом, Арчі Ґудвіном, Джорджем Евансом, Стівеном Ґрантом і Марком Ґрюнвальдом, був внесений значний внесок у розвиток героїні.
Пересмішниця з'явилася в новому випуску 2013 року Секретних Месників Ніка Спенсера і Люка Росса.

## Біографія
Барбара «Боббі» Морс відвідувала Технологічний інститут Джорджії. Після отримання ступеня доктора біологічних наук і складання іспиту Цивільної Служби, вона була взята в Проєкт: Гладіатор, який займався відновленням формули Супер-Солдата, дала сили Капітана Америка, під орудою доктора Вілми Келвіна. Вона привернула увагу Щ. И.Т.а, і їй запропонували проходити навчання у вільний час. Будучи чемпіоном середньої школи з гімнастики, Морс досягла успіху як у фізичній підготовці, так і в мистецтві шпигунства, якому навчалися всі польові агенти. Після закінчення навчання вона стала Агентом 19. Коли доктор Теодор Саллис, незалежний науковець, який також працював над проектом Супер-Солдата, зник, Морс отримала своє перше завдання: супроводжувати агента Щ. И.Т.а Пола Аллена, підозрюваного в зраді, у Антарктичний рай відомий як Дика Земля, щоб заручитися підтримкою героя Ка-Зара в пошуках Саллиса. Аллен і Морс успішно домовилися з Ка-Заром і діставали його в місто Еверглейдс, штат Флорида. Хоча Саллис не був знайдений, так як він був перетворений в Чудовисько, Морс і Ка-Зар розкрили клітинку організації Центр Цікавих Ідей/ЦІЇ, які намагалися вкрасти формулу Супер-Солдата, і чиїм членом виявився Аллен. Разом з Ка-Заром вона приїхала в Нью-Йорк і допомогла впоратися з Переможцем, який отримав зразок сироватки Супер-Солдата. Хоча у Барбари зав'язався роман з Ка-Заром, вона не змогла переконати його забути про Дикої Землі. Віддавши перевагу оперативну роботу роботі біолога, Морс отримала нове завдання: вистежити Ель Тігре, диверсанта використовує енергетичний криза в Південній Америці. Так співпало, що ця місія привела її на Дику Землю, де вона відновила дружбу з Ка-Заром.
Наступним завданням Боббі була охорона адвоката Щ. И.Т.а, який повинен був давати свідчення перед комісією Конгресу щодо розслідування деяких закордонних справ Щ. И.Т.а. Коли адвокат загинув у підозрілий вибух, голова комітету, вірячи, що вбивство було справою рук когось зсередини, попросив Морс працювати прямо на уряд США, щоб викорінити диверсантів у Щ. И.Т.е. Пішовши з Щ. И.Т.а, Морс створила костюмовану особистість Мисливиці і відправилася в штаб-квартиру Щ. И.Т.а в Мехіко, де їй вдалося викрити корумпованого голову місцевого відділення Ріко Сантана. Прийнявши нове кодове ім'я Пересмішниця (із-за схильності Барбари дражнити супротивників під час бою), Морс планувала передати докази особисто Ніку Ф'юрі.
Директор Манхеттенського відділення Щ. И.Т.а, Карл Делендан, винний у безлічі порушень, намагався зупинити Пересмішницю при мимовільній підтримці героя Людину-Павука. Хоча Делендану вдалося знищити мікрофільм, який у неї був, Пересмішниці вдалося розкрити його зрада Ніку Ф'юрі, перш ніж вона була підстрелена агентами Щ. И.Т.а, які діяли за наказом Делендана: усунути її за всяку ціну. Коли через шість місяців Пересмішницю виписали з лікарні, вона була нагороджена за її похвальну службу, але пішла у відставку, щоб стати незалежним агентом і шукачем пригод. Її розслідування «Технологічного підприємства Кросу» для неназваного клієнта, призвело до того, що вона стикнулася із Клінтом Бартоном на прізвисько Соколине Око, який тоді працював головою служби безпеки «Технологічного підприємства Кросу». Вони виявили, що ТПК навмисно виробляє деталі для пристрою, призначеного для промивання мізків суперлюдям з допомогою ультразвуку. Вони були викрадені Перехресним Вогнем, який хотів використати гіпнотизуючий ультразвук, щоб змусити супергероїв повбивати один одного. Соколине Око і Пересмішниця перемогли Перехресного Вогню і його підручних — Дивака і Бомбу, але Соколине Око частково втратив слух через ультразвукової технології лиходія. Після вдалого завершення місії, Боббі зробила пропозицію Клінту, і вони одружилися. Соколине Око вибрав Боббі в якості одного з учасників команди Месників, разом з Залізним людиною, яким тоді був Джеймс Роудс, Диво-Людиною і Тигром. Соколине Око і Боббі були рушійною силою команди.
Одним з найбільш небезпечних пригод Західних Месників був випадок, коли Канґ Завойовник розкидав їх у часі. У 1876 році на Старому Заході вони зіткнулися з групою лінчувателів, що складається з Фантомного Вершника, Хлопця з Двома Гарматами і Роухайд Кіда, і об'єдналися з ними, щоб битися з великою бандою злочинців, очолюваної Залізною Маскою. Після того, як вони перемогли банду Залізної Маски, МЗП вирішили спробувати відправиться в той час, коли Канг виправився і був фараоном Рама-Тутом, щоб спробувати повернутися додому. Перш ніж вони вирушили, Вершник схопив Пересмішницю і поскакав. Поки інші МЗП були в давньому Єгипті, Пересмішниця випила давнє любовне зілля індіанців і тимчасово забула свою стару життя і закохалася в Фантомного Вершника, який розкрив свою особистість Лінкольна Слейда. Однак Хлопець з Двома Гарматами і Роухайд Кід йшли по його сліду, вирішивши врятувати Барбару. Вони знайшли їх, але Пересмішниця, що знаходиться під впливом зілля, боролася проти них разом з Лінкольном, а потім разом з ним втекла. Тим не менш, з часом вплив зілля на Пересмішницю стало слабшати, і коли Хлопець з Двома Гарматами здався в саморобному костюмі Соколиного Очі, щоб підштовхнути її пам'ять, вона нарешті вийшла з під контролю Лінкольна. Вона припустила, що Лінкольн мав з нею статевий зв'язок, коли вона була під впливом зілля — і поїхала вбивати Фантомного Вершника. Хлопець з Двома Гарматами і Роухайд Кід були стривожені, знаючи добро, яке колись робив Вершник, і не хотіли його вбивати, а хотіли тільки щоб його притягли до відповідальності. Пересмішниця сказала їм, що це тільки її бій, і Хлопець з Двома Гарматами не дав Роухайд Киду переслідувати її. Пересмішниця зіткнулася з Фантомним Вершником на вершині гори, і під час наступного бою, Лінкольн Слейд зірвався з обриву. Йому вдалося вхопитися за край обриву пальцями, але через дощ, який почався в цей час, його рука зісковзнула. Пересмішниця стояла і дивилася, як він падає, не роблячи нічого, щоб його врятувати.
Нарешті, Соколине Око повернувся, щоб повернути Пересмішницю тому в даний, а місцеві індіанці поховали Лінкольна в печерній гробниці. Клінт і Барбара розлучилися, коли Клінт дізнався від духа Фантомного Вершника про ті події. Боббі покинула команду разом з Тигром і Місячним Лицарем, який став членом МЗП після того, як допоміг їм в Єгипті. Вони ненадовго організують більш активну команду і, при підтримці Білла Фостера, зривають плани Вищого Еволюціонера, а також борються з Нічної Бригадою. Між тим, дух Лінкольна Слейда продовжує мучити Боббі. Пра-пра-правнук Лінкольна, Гамільтон Слейд, виявляє гробницю свого предка і стає сучасним Фантомним Вершником. Дух Лінкольна вселяється в нього, і роблячи добрі справи (наприклад, він засновує команду Рейнджери, цей новий Фантомний Вершник починає переслідувати Пересмішницю, бажаючи помститися, що призводить до того, що Соколине Око дізнається обставини його смерті. Боббі вистежує Гамільтона Слейда (який нічого не пам'ятав про скоєних вчинках, коли їм маніпулював дух Лінкольна), нападає на нього і майже вбиває, але її зупиняє Місячний Лицар. Зрозумівши, що Гамільтон також є жертвою, Боббі шукає колишніх Захисників Гельстрема і Пекельну Кішку, щоб вони допомогли провести над ним екзорцизм. Під час церемонії, вони були шоковані, побачивши двох духів вихідних з Гамільтона — Лінкольна, як і очікувалося, але також і Картера Слейда, його пра-пра-прадяди, першого Фантомного Вершника, чиї обов'язки взяв на себе Лінкольн, коли Картер зустрів передчасну смерть. Дух Картера побачив, що Лінкольн страждає безумством навіть після смерті, і воював із ним за панування над Гамільтоном, оскільки він знав, що вселення в бідного Гамільтона та залишення його без пам'яті про події було неправильно. Дух Картера зміг перемогти дух Лінкольна, і коли Гельстрем приготувався назавжди вигнати дух Лінкольна, Картер погодився піти з ним, щоб назавжди припинити загрозу свого брата. Однак, знаючи, що дух Картера — це сила добра, не заслужила вигнання, Гамільтон Слейд, у момент вигнання, прийняв дух Картера в себе, перетворившись знову в Фантомного Вершника. Після цього, шляхи колишніх Месників розійшлися, Тигра повернулася до активних дій, Місячний Лицар повернувся в Нью-Йорк, а Пересмішниця залишилася в резервному складі Месників. Розкол між Боббі і Клінтом посилився, коли з'ясувалося, що Пересмішниця допомогла кільком світовим урядам схопити і демонтувати Вижна (як частина Операції: Пильність), з-за того, що той трохи не захопив світ, давши їм коди доступу на Територію Месників. Зрозумівши свою помилку, Пересмішниця допомогла Месникам повернути Вижна, після чого вона знову пішла з команди. Почувши про те, що Середньо-Західна команда героїв використовує назву «Месники Великих Озер», Соколине Око взяв Пересмішницю, щоб вона допомогла йому в розслідуванні. Після того, як з'ясувалося, що у «самозванців» не було злого умислу, Клінт і Боббі вирішили тренувати цю команду нових борців із злочинністю, одночасно вирішуючи свої особисті проблеми. Під час перебування з командою, Боббі подружилася з Ешлі Кроуфорд по прізвиську Велика Берта. Соколине Око пізніше повернувся до МЗП, а потім до них повернулася і Пересмішниця. Слідом за тим, як Месники отримали привілеї Організації Об'єднаних Націй, склад обох команд був змінений. Вона і Клінт залишалися на зв'язку. Як колишній агент Щ. И.Т.а, Боббі була серед тих, кого викликав полковник Нік Ф'юрі, щоб допомогти йому вивести з експлуатації старі аванпости і технології Щ. И.Т.а після закриття організації в результаті Інциденту: Делтит (Делтит — розумний андроїд, Приманка-Жива Модель). Це призвело до створення другого, спонсорованого ООН, втілення Щ. И.Т.а. Після Операції: Галактична Буря, під час якої Барбара була в складі команди резервістів, що залишилися на Землі, МЗП і Віжн знову зіткнулися з Альтроном. Цього разу з ним була його нова «супутниця», Алкема, чия мозкова модель була основа на Пересмішниці. Однак Алкема повстала проти Альтрона і Месники змогли перемогти. Клінту, який нещодавно знову став Голіафом, вдалося примиритися зі своєю колишньою дружиною в цей час, після того як вони зрозуміли, як сильно вони люблять один одного і відкликали заяву про розлучення, перш ніж стало надто пізно. Месники потрапили в інший вимір і билися з об'єднаними силами Сатанниша і Мефісто. Під час їх втечі Боббі була трагічно вбита Мефісто, коли закрила собою Соколиного Очі від заряду містичної енергії Мефісто. Після смерті, душа Боббі, по всій видимості, потрапила в пастку в Царстві Мефісто. Знаходячись там, вона час від часу могла допомогти іншим героям. Вона боролася разом з іншою Мстительницей, Пекельної Кішкою, на Арені Грішних Душ, і спілкувалася з мертвими Месниками Великих Озер. Пересмішниця була однією з кількох загиблих Месників, тимчасово відроджених Похмурим Женцем, щоб вони служили йому і билися проти Месників. Вона змогла звільнитися від контролю Женця разом з товаришами, і вони допомогли перемогти Женця, перш ніж знову повернутися в царство мертвих. Перед поверненням Боббі залишила Месникам натяк, заснований на тому, що вона якось дізналась про плани тодішнього правителя пекла, Гельстрема. Це призвело до воскресіння Пекельної Кішки Соколиним Оком і його новою командою, Громовержцами, які насправді намагалися врятувати Пересмішницю. Пізніше, коли Пекельна Кішка повернулася в пекло, залучена до події пов'язані з Мефісто, Гельстремом і Дормамму, вона намагалася переконати Пересмішницю втекти разом з нею. Пересмішниця відмовилася, вважаючи за краще залишитися на Арені Грішних Душ, натякнувши, що є вища мета у тому, що вона робить. Пізніше вона відвідувала книжковий клуб в Раю разом з Гвен Стейсі, Мойрой МакТагерт і Мертвою Дівчиною. Вона допомогла Докторові Стренджу і Мертвій Дівчині перемогти Містера Нікчемного та його групу відроджених суперлиходіїв, після чого вона повернулася в Рай.
Однак, роками пізніше з'ясувалося, що Боббі, повернулася до МЗП, насправді була однією з Скруллов — раси вміють змінювати свій вигляд прибульців. Справжня Боббі була викрадена відразу ж після битви з Альтроном. А в Лос-Анджелес вона прибула, щоб обговорити з Клінтом їх розлучення. На рідній планеті Скруллов, Пересмішниця зіткнулася з двійником Соколиного Ока, який був одержимий їй і переслідував її, поки вона збирала інформацію про план таємного вторгнення Скруллов. На початку Таємного Вторгнення (Secret Invasion) на Дикій Землі впав корабель Скруллов, на якому виявилися Скрулли-двійники, які стверджували, що вони є справжніми героями. Серед них був і двійник Боббі, неймовірно точно знав деталі відносин Клінта і Барбари. Клінт спочатку повірив, що вона справжня Пересмішниця, коли та сказала, що 12 жовтня повинен був народитися дитина.
Після переломної битви між Скруллами і героями Землі, виявилося, що ті, хто був викрадений і підмінений Скруллами, живі і в порядку, в тому числі і Боббі. Вона була однією з перших викрадених і підміненого людей. Пізніше вона відвідувала групу, допомагає викраденим людям впоратися з тим, що вони пережили. Повернулася Пересмішниця приєдналася до свого отчужденному чоловікові і іншим Новим Месникам (New Avengers). Боббі організовує свою власну приватну шпигунську організацію, Всесвітнє Контртерористичний Агентство, або В. К.А. (W. C. A.), що складається з агентів Щ. И.Т.а, викрадених Скруллами. На першій місії до неї приєднався її чоловік Клінт Бартон, нині відомий як Ронін. Разом вони перемогли Верховної Вчений ЦІЇ на ім'я Моніка Раппаццини, яка намагалася завербувати Боббі. Боббі і Клінт вирішили відновити свій роман, але при цьому залишитися неодруженими. У складі Нових Месників вона допомогла перемогти банду Капюшона та Дормамму. Вона також дізналася справжню особистість Людини-Павука. Під час битви з Бригадою Крушителей на Таймс-Сквер всі члени команди, крім Пересмішниці, були виведені з ладу пристроєм, переважною сили, Джонаса Харроу. Вона дуже добре билася з Крушителями, але в підсумку теж була переможена, проте була врятована Норманом Осборном і його Темними Месниками (Dark Avengers). Пізніше вона прибула на Квинджете, щоб врятувати інших. Після події Утопія розлючений Клінт клянеться вбити Озборна, проте інші Месники не погоджуються з ним. Клінт відправляється в поодинці, що призводить до його захоплення. Пересмішниця очолює рятувальну команду, що складається з Жінки-Павука, Аметисту та Міс Марвел, які рятують Клінта.
Після Облоги Стів Роджерс скликав Месників і реорганізував команди Месників. Клінт приєднався до Боббі і Ст. К. А. і став оперативним агентом. Під час перебування з В. К.А., розкрилося, що вісім років тому матері Боббі сказали, що вона загинула, щоб захистити її, в той час коли Боббі працювала на Щ. И. Т. Жінка досі не знала, що Боббі жива. Клінт привіз матір Боббі в Нью-Йорк і розкрив їй правду про дочку. Шокована тим, як вона брехала їй, вона дала ляпаса Боббі, висловлюючи своє засмучення її вчинком. Боббі вибігла з ресторану і накричала на Клінта, за те, що він привіз її матір, сказавши йому, що вона не без причини носить маску. Боббі втекла від Клінта, сердясь на нього. Пізніше, найманець відомий як Перехресний Вогонь і нова Фантомна Вершниця, Хайме Слейд, нацелившиеся на пару, привели свій план в дію. Боббі помітила Слейд, що стежить за нею, в той час як Перехресний Вогонь намагався вбити її мати. Він вистрілив, однак тільки поранив її. Боббі примчала в лікарню і звинуватила Клінта в тому, що він не захистив її мати. Вона вирішила напасти на Перехресного Вогню і Фантомний Вершницю. Боббі, Соколине Око і Домінік Форчун знайшли базу Перехресного Вогню, але стався вибух бомби, встановленої Слейд. Боббі і Клінт удавали, що вони загинули, щоб заманити Кросу і Слейд в пастку. З допомогою Гамільтона Слейда, батька Гайме, парочці вдалося перемогти Хайме, яка перебувала під впливом духа Лінкольна, який повернувся з-за щастя Боббі і Клінта, і Перехресного Вогню в пустелі Невади. Коли Соколине Око ледь не убив Кросу, його охопило почуття провини, і він знову розлучився з Боббі і пішов з Ст. К. А.
Однак Клінт повернувся, коли Стів Роджерс повідомив йому, що хтось полює на шпигунів, теперішніх і колишніх. Клінт, Боббі і Домінік Форчун об'єдналися з Чорною Вдовою, яка також була метою, і виявили, що вбивцями є Товариство Темного Океану і новий Ронін. Після того як вони піддалися нападу Верховних Рад, Пересмішниця вирушила з Форчуном на Камчатку, а Чорна Вдова і Соколине Око — в Японію, шукати Суспільство. Вони разом перемогли Роніна, яким виявився Олексій Шостаков, колишній чоловік Чорної Вдови.
Під час розслідування Нових Месників діяльності Верховної колишніх агентів М. О.Л. О.Т.а (H. A. M. M. E. R.), Пересмішниця була важко поранена в груди сталася в битві. Людина-Павук, Істота і Стрендж терміново доставили її в лікарню, де лікарі відправили її на операцію, під час якої вони сказали, що ніколи не чули про Месника імені Пересмішниця і дивувалися, чому хтось без надздібностей займається такою роботою. На операційному столі, у неї почало зупинятися серце, і лікарі намагалися реанімувати її. Не маючи можливості зцілити її, лікарі здалися. На щастя, коли Месники перемогли намагалася втекти Верховну, з'являється Нік Ф'юрі і повідомляє, що у тієї була таємна партія експериментальної суміші Формули Нескінченності, що дала йому довголіття, і Сироватки Супер-Солдата, дала сили Капітана Америка. Команда доставила сироватку в лікарню і вводять її Пересмішниці.

Після пробудження Боббі швидко поправилася завдяки сироватці. Боббі виписалася з лікарні і повернулася до своєї команди. Боббі була вражена отриманим прийомом. Під час нападу на США Боббі і Нові Месники приєдналися до битві проти сил Грішниці. Вона витримала падіння з вибухнув будівлі і його обвалення на неї, і відразу ж напала на керованих нацистами роботів, стрибаючи на надлюдські дистанції і розриваючи роботів на шматки. Вона захопила одного з роботів і використовувала його проти інших. Знищивши безліч роботів, Боббі вистрибнула з робота на поруч розташована будівля, а робот, яким вона керувала, вибухнув. Відразу ж після того, як Боббі повідомила, що їй подобається бути оновленої, вона з жахом спостерігала за руйнуванням Вежі Месників. Вона миттєво вийшла з себе, соромлячись того, що насолоджується тим, що жива. Вона зрозуміла, що їй дали другий шанс не без причини, а для того, щоб вона могла вбити Червоний Череп (одне з імен Грішниці).

Пересмішниця разом з Соколиним оком на обкладинці
Hawkeye & Mockingbird № 1 (2010 року)
художник Марко Дюрдевич

## Здібності та обладнання
Пересмішниця є відмінною гімнасткою і володіє кількома видами рукопашного бою. Зазвичай використовують два порожніх жердини з сталевого сплаву, у поводженні з якими вона має великий досвід. Вона використовує ці держаки як бойові палиці, звинчує їх разом, щоб використовувати як жердину або спис, а також щоб здійснювати з допомогою нього стрибки на великі відстані.
Барбара Морс має докторську ступінь у галузі біології. Вона є кваліфікованим агентом Щ. В.Т. і добре навчена методів розвідки і контррозвідки.
Пересмішниці вводили експериментальну сироватку супер-солдата, схожу на ту, яка дала сили Капітану Америці. Очевидним наслідком цього було те, що її рани зцілялися, але Нік Ф'юрі визнавав свою невизначеність щодо довгострокового вплив формули на її організм. Досі, однак, вона демонструє значно підвищену фізичну силу і спритність.

### День М
У серії коміксів, написаної Пітером Девідом в 1995 році, Пересмішниця зображується як озлоблена пенсіонерка, яка піклується про ослепшем чоловіка Клинте Бартоне. У висновку Пересмішниця і Соколине око повертаються щоб допомогти Месникам перемогти Альтрона, Похмурого Женця і Канга.

### Фантастична четвірка: Велике місто
Письменник Стів Інглхарт повернувся до Пересмішниці і Соколиному оці в 2001 році в серії Fantastic Four: Big Town. Дія цієї всесвіту відбувається в світі, де технологічні досягнення Рід Річардса просочилися в суспільство. Пересмішниця і Соколине Око показано молодятами і членами Месників Манхеттена. Їх відносини потрапляють під напругу після того, як Пересмішниця, захищаючи свого чоловіка, вбиває нападника на нього. Соколине Око не схвалює її дії. Пізніше Пересмішниця утримується від вбивства Ртуті, який потім вбиває Соколиного ока. В кінці Месники вважають Бартона відродженим, помістивши його модель мозку в тіло андроїда Вижена.

### Зомбі Marvel
Боббі Морс виступає як член групи Людського Опору, очолюваної Люком Кейджом. У цій всесвіту Барбара Морс є колишнім агент Щ. В. Т., яка була звільнена з організації, коли мутанти стали домінуючим видом. Вона стає месником в костюмі, і у неї виникає романтичні відносини з Клінтом Бартоном/Соколиним оком. Коли Пересмішниця відправляється шукати притулок в африканській державі Ваканда, Бартон залишається.
Пересмішниця з'являється як одна з зомбованих героїв, які атакували Карателя в Marvel vs Zombies. The Army of Darkness #2.

Адрієн Паліки в ролі Боббі Морс в серіалі «Агенти „Щ. И.Т.“».

### Мультфільми
- Пересмішниця з'являлася в декількох епізодах серіалу «Месники: Могутні герої Землі», де була озвучена Елізабет Дейлі. Вона була агентом Щ. В. Т., пізніше після виявлення присутності на Землі раси Скруллов пішла в підпільну команду Ніка Ф'юрі. Було показано, що її саму також викрали Скрулли і підмінили на свою королеву Веранке. Після звільнення допомагала супергероям Землі в боротьбі проти прибульців.
- У повнометражному фільмі «Нові месники: герої завтрашнього дня» діє її син Френсіс.

### Відеоігри
- Пересмішниця з'являлася в грі Ultimate Marvel vs. Capcom 3 як член Месників Західного узбережжя.
- Пересмішниця з'являлася в грі Marvel: Avengers Alliance.
- Пересмішниця з'являлася в грі Marvel Future Fight

### Серіали
- Барбара «Боббі» Морс у виконанні Адрієн Паліки з'являється в 5-й серії 2-го сезону серіалу Агенти «Щ. В. Т.» в якості агента під прикриттям, які працюють в ССБ Гідри. Вона рятує впроваджену в Гідру, але разоблаченную Джемму Сіммонс, після чого приєднується до основного складу серіалу. У серіалі вона є колишньою дружиною агента Ленса Хантера. Пізніше з'ясовується, що Боббі разом з агентом Маккензі працюють на організацію, яка називає себе «справжнім ЩИТом» і є шпигунами в команді Філа Колсона. У фіналі сезону була викрадена Грантом Вордом і Агентом 33, але врятована Ленсом Хантером і Меліндою Мей. У 3-му сезоні з-за отриманих травм Барбара була відсторонена від оперативної роботи, але залишилася в команді в якості наукового співробітника. У 6-й серії після «бійки» з агентом Мей (опинилася перевіркою для Боббі) вирушила з нею на пошуки Вернера фон Штрукера. Агент Морс продемонструвала відновлену бойову форму, а також використовувала свої бойові палиці, здатні повертатися в руки за допомогою магніту і виробляти електричний розряд. У 13 серії 3 сезону вона, будучи в Росії, вбиває генерала Андровича, представника Нелюдів, після чого разом з Ленсом Хантером була заарештована російськими властями. Після переговорів Президента США і Колсона з Прем'єр-міністром Росії їх звільняють, але вони більше не можуть бути агентами «Щ. В. Т.». В одному з барів Колсон, Мей, Дейзі, Мак, Фітц і Сіммонс влаштовують їм «шпигунське прощання».
- Планувалося, що Барбара Морс стане головною героїнею серіалу «Особливо небезпечні», де її знову зіграла б Адрієн Паліки. Серіал повинен був розповісти про спільні пригоди Морс і Ленса Хантера, до ролі якого планував повернутися Нік Блад[8]. Але серіал був скасований.

1. ↑  David, Peter (w), Olivetti, Ariel (a). The Last Avengers Story vol. 1, #1 (Nov. 1995), Marvel Comics
2. ↑  David, Peter (w), Olivetti, Ariel (a). The Last Avengers Story vol. 1, #2 (Dec. 1995), Marvel Comics
3. ↑  Englehart, Steve (w), McKone, Mike (p), McKenna, Mark (i). Fantastic Four: Big Town vol. 1, #1 (Jan. 2001), Marvel Comics
4. ↑  Englehart, Steve (w), McKone, Mike (p), McKenna, Mark (i). Fantastic Four: Big Town vol. 1, #4 (Apr. 2001), Marvel Comics
5. ↑  Gage, Christos (w), Perkins, Mike (a). House of M: Avengers vol. 1, #1 (Jan. 2008), Marvel Comics
6. ↑  Gage, Christos (w), Perkins, Mike (a). House of M: Avengers vol. 1, #4 (Mar. 2008), Marvel Comics
7. ↑  Layman, John (w), Neves, Fabiano (a). Marvel Zombies vs Army of Darkness  vol. 1,#2 (Jul. 2007), Marvel Comics
8. ↑  Elizabeth Wagmeister. Marvel’s Mockingbird Series Starring Adrianne Palicki Lands ABC Pilot Order (EXCLUSIVE) (англ.). Variety. Процитовано 2 березня 2016.